# Свети Архангел Гавриил (Стари Глог)
„Свети Архангел Гавриил“ (на сръбски: Храм Св. архангела Гаврила) е православна църква във вранското село Стари Глог, югоизточната част на Сърбия. Част е от Вранската епархия на Сръбската православна църква.
Църквата е датира от края на XIX век.
Иконостасните икони датират от 1908 година. Иконите са дело на галичкия майстор Теофан Буджароски.